# Salsola junatovii
Salsola junatovii là loài thực vật có hoa thuộc họ Dền. Loài này được Botschantz. miêu tả khoa học đầu tiên năm 1963.